# Salle d'autopsie quatre
Salle d'autopsie quatre (titre original : Autopsy Room Four) est une nouvelle de Stephen King parue tout d'abord en 1997 dans le recueil Six Stories, publié en édition limitée, puis dans le recueil Tout est fatal en 2002.

## Résumé
Howard Cottrell reprend conscience sur une table d'autopsie alors que son dernier souvenir est de s'être fait mordre au mollet sur un parcours de golf. Il croit d'abord qu'il est mort avant de comprendre qu'il est victime d'une paralysie totale. Il cherche alors désespérément un moyen de faire comprendre aux deux docteurs qui s'apprêtent à l'autopsier qu'il est encore en vie.
Après divers examens préliminaires, l'un des docteurs est sur le point d'inciser Howard au péricarde lorsque le deuxième, Katie Arlen, remarque qu'il a une cicatrice en haut de sa cuisse droite. Alors qu'elle examine cette zone, Howard sent que son corps se réveille. Un infirmier fait alors irruption dans la salle en criant qu'un serpent venimeux a été trouvé dans le sac de golf de Howard, et le docteur Arlen s'aperçoit que Howard a un début d'érection.
Howard retrouve la santé. Il fréquente le docteur Arlen pendant quelques mois mais tous deux rompent car Howard était impuissant sauf si elle portait des gants de docteur.

## Distinctions
Salle d'autopsie quatre a été nommée au prix Bram Stoker de la meilleure nouvelle courte 1999.

## Adaptations
Salle d'autopsie quatre a été adaptée à la télévision en 2006 sous la forme de l'un des épisodes de la série télévisée Rêves et Cauchemars. Richard Thomas y joue le rôle de Howard Cottrell et Greta Scacchi celui du docteur Katie Arlen.